# 博乐东站
博乐东站原名博乐站，是位于新疆维吾尔自治区博尔塔拉蒙古自治州博乐市东郊的一个铁路车站。车站建于1990年，有北疆铁路和博州铁路支线经过该站，现办理客货运业务，车站及其上下行区间均为电气化区段。车站距离乌鲁木齐站447公里，距博乐市中心45公里，隶属乌鲁木齐铁路局阿拉山口站，是四等站。
2021年9月16日，本站由博乐站更名为博乐东站，博州支线铁路原博尔塔拉站更名为博乐站。